# Asas Livres
Asas Livres é uma banda brasileira de música arrocha surgida em 1996 que teve , Lauro Brasil como primeiro vocalista , mesmo apesar de poucas materias publiocada na internet sobre ele ( Lauro brasil ) em seguida , porem desde o primeiro vocalista lauro brasil , JAILTON ja era 2 voz e tecladista do grupo asas livres  , Agenor Apolinário dos Santos Neto (também conhecido como Pablo) como um de seus vocalistas 

## Discografia
Álbuns de estúdio
- Voando até você (2003)
- Voando até você Vol II (2003)